# 疯狂龙卷风
《疯狂龙卷风》是Digital Chocolate开发的2005年手机游戏。玩家扮演一名科学家，他制造龙卷风收集建筑，建造自己的乌托邦。

## 玩法
玩家扮演一名对事件逐渐厌倦的科学家，他决定建立自己的孤立乌托邦。游戏的“乌托邦模式”结合了《块魂》和《模拟城市》的元素，龙卷风会将建筑移动到指定位置，合适的位置会提升乌托邦居民的幸福值。玩家无法直接控制龙卷风路线；它会以顺时针弧线穿过陆地，玩家可以颠倒逆时针方向，指挥龙卷风移动。

## 评价
游戏获得游戏媒体的积极评价，包括IGN的10/10分，以及IGN的2006年12月月度游戏奖。